# Bernard Berisha
Bernard Berisha (n. 24 octombrie 1991, Peć, Republica Serbia, RSF Iugoslavia) este un profesionist fotbalist profesionist kosovar care joacă ca mijlocaș lateral stânga sau mijlocaș ofensiv pentru clubul rus Ahmat Groznîi și echipa națională din Kosovo.

## Clubul de carieră
Berisha l-a urmat pe Fatjon Sefa de la Besa Kavajë la campioana Albaniei Skënderbeu Korçë, pentru care a semnat un contract pe un an în prezența președintelui clubului, Ardian Takaj, la 27 mai 2014. El a debutat la Skënderbeu în al doilea tur al rundei preliminare a Ligii Campionilor UEFA Champions League 2014-2015 împotriva lui BATE Borisov din Belarus. Berisha a început meciul ca titular, dar a fost înlocuit în minutul 60 de Andi Ribaj în remiza scor 1-1, cu BATE Borisov trecând mai departe mulțumită golului marcat în deplasare după ce în tur scorul a fost 0-0. El a câștigat Supercupa Albaniei în următorul meci la echipă, intrând la pauză în locul coechipierului albanez kosovar Leonit Abazi, în meciul câștigat cu 1-0 în fața lui Flamurtari Vlorë.
La 23 august 2014, Berișa și-a făcut debutul în Superliga Albaniei cu Skenderbeu la Qemal Stafa Stadium, jucând întregul meci împotriva nou-promovatei Elbasani, ajutându-și echipa să câștige meciul cu 1-0. Debutul său în Cupa Albaniei urma să vină mai târziu, în octombrie, împotriva lui Himara, jucând în ambele meciuri ale dublei manșe, marcând în fiecare, cu Skënderbeu trecând mai departe cu 20-1 la general.
El și-a reînnoit contractul cu Skënderbeu Korçë la sfârșitul sezonului 2014-2015, semnând un nou acord pe doi ani care îl ținea la club până în 2017.

### Anji Makhachkala
La 13 ianuarie 2016, Berisha a semnat cu echipa Anji Mahacikala din Prima Ligă Rusă un contract pe trei ani și jumătate, cu Anji plătind suma de 600 000 de euro lui Skënderbeu Korçë. Deoarece Rusia nu recunoaștea Kosovoul ca stat independent, el este înregistrat în liga rusă ca cetățean albanez. Site-ul clubului, însă, afirmă că Berișa este fotbalist al echipei naționale din Kosovo.

### Terek Groznîi
La 26 decembrie 2016, Berisha a acceptat să se alăture echipei Terek Groznîi din Prima Ligă Rusă, semnând la 4 ianuarie 2017 un contract pe 3 ani și jumătate, unde a jucat alături de conaționalii săi Bekim Balaj și Odise Roshi.

## Cariera la națională
La 7 octombrie 2015. Berisha a primit o convocare din partea Kosovoului pentru meciul amical cu Guineea Ecuatorială și a debutat ca titular.

## Statistici privind cariera

### Club
Începând cu 13 mai 2018 
| Club              | Sezon         | Campionat          | Campionat | Campionat | Cupă    | Cupă   | Europa  | Europa | Altele  | Altele | Total   | Total  |
| Club              | Sezon         | Divizie            | Meciuri   | Goluri    | Meciuri | Goluri | Meciuri | Goluri | Meciuri | Goluri | Meciuri | Goluri |
| ----------------- | ------------- | ------------------ | --------- | --------- | ------- | ------ | ------- | ------ | ------- | ------ | ------- | ------ |
| Besa Kavajë       | 2012–2013     | Superliga Albaniei | 21        | 3         | 2       | 0      | —       | —      | —       | —      | 23      | 3      |
| Besa Kavajë       | 2013–2014     | Superliga Albaniei | 28        | 3         | 1       | 1      | —       | —      | —       | —      | 29      | 4      |
| Besa Kavajë       | Total         | Total              | 49        | 6         | 3       | 1      | —       | —      | —       | —      | 52      | 7      |
| Skënderbeu Korçë  | 2014–2015     | Superliga Albaniei | 32        | 4         | 7       | 3      | 1       | 0      | 1       | 0      | 41      | 7      |
| Skënderbeu Korçë  | 2015–2016     | Superliga Albaniei | 17        | 4         | 1       | 0      | 12      | 2      | 1       | 0      | 31      | 6      |
| Skënderbeu Korçë  | Total         | Total              | 49        | 8         | 8       | 3      | 13      | 2      | 2       | 0      | 72      | 13     |
| Anzhi Makhachkala | 2015–2016     | Prima Ligă Rusă    | 11        | 1         | 0       | 0      | —       | —      | 2       | 0      | 13      | 1      |
| Anzhi Makhachkala | 2016–2017     | Prima Ligă Rusă    | 17        | 3         | 2       | 1      | —       | —      | 0       | 0      | 19      | 4      |
| Anzhi Makhachkala | Total         | Total              | 28        | 4         | 2       | 1      | —       | —      | 2       | 0      | 32      | 5      |
| Ahmat Groznîi     | 2016–2017     | Prima Ligă Rusă    | 8         | 1         | 0       | 0      | —       | —      | —       | —      | 8       | 1      |
| Ahmat Groznîi     | 2017–2018     | Prima Ligă Rusă    | 23        | 1         | 1       | 0      | —       | —      | —       | —      | 24      | 1      |
| Ahmat Groznîi     | Total         | Total              | 31        | 2         | 1       | 0      | —       | —      | —       | —      | 32      | 2      |
| Total carieră     | Total carieră | Total carieră      | 157       | 20        | 14      | 5      | 13      | 2      | 4       | 0      | 188     | 27     |

### Internațional
Până pe data de 29 mai 2018
| Echipa națională | An    | Meciuri | Goluri |
| ---------------- | ----- | ------- | ------ |
| Kosovo           |       |         |        |
| 2015             | 2     | 0       |        |
| 2016             | 4     | 0       |        |
| 2017             | 5     | 0       |        |
| 2018             | 2     | 0       |        |
| Total            | Total | 13      | 0      |

## Titluri
- Superliga Albaniei: 2014-2015
- Supercupa Albaniei: 2014